# 召使 (映画)
『召使』（めしつかい、原題：The Servant）は、1963年に製作・公開されたイギリス映画である。

## 概要
ロビン・モームの小説を基にハロルド・ピンターが脚色し、ジョゼフ・ロージーが監督、ダーク・ボガードとサラ・マイルズらが出演した。

## あらすじ
ロンドンの高級アパートを借りた青年トニーは、召使志望の中年バレットの訪問を受け、住み込みで料理と家事を任せることにする。トニーはアフリカから帰国したばかりの今は仕事をしていないが、貴族階級に属するため、召使を雇った余裕ある暮らしができている。
バレットは、食事や身の回りの世話を手際よくこなし、トニーは大助かりだったが、婚約者のスーザンはバレットを毛嫌いしクビにするように言う。やがてバレットは妹のヴェラを手伝いとして呼び、アパートの1室に住まわせる。
ある日、田舎の母の病気を理由にバレットが帰省し、ヴェラとトニーが二人だけの時、トニーは誘惑するヴェラの色香に負けて関係を持ってしまう。実は彼女はバレットの妹ではなく婚約者だった。
トニーが留守の時はバレットと遊び、トニーから求めがあれば彼とも情交を結ぶヴェラだったが、ある夜、バレットと二人の仲睦まじい姿を帰宅したトニーとスーザンに見られてしまう。二人の関係を知ったトニーは二人にクビを言い渡すが、トニーは浮気を暴露され、トニーとスーザンの間にもヒビが入る。
ある日、昼間のパブでトニーとバレットが顔を合わせる。バレットは裏切ったことを詫び、ヴェラと別れたのでもう一度使って欲しいと頼み、トニーは内心喜んで彼を再び雇い入れる。
しかし二人の主従関係は崩れ始めて、対等の同居人のようになる。無能な主人を前にバレットの態度は横柄になり、主従関係は次第に逆転していく。二人は他愛のない遊びで無為な日々を過ごす。
やがてトニーが一人きりの時、トニーを心配したスーザンが訪れ、間もなくバレットが、ヴェラや町で拾った女たちを連れて帰り、パーティーが始まる。
バレットは女たちと遊ぶつもりだったが、スーザンの存在が水を差し、彼女たちを追い出してしまう。スーザンはバレットにキスを求め、突然怒りを露わにバレットに平手打ちして部屋を出て行く。残されたのは、支配者として振る舞うバレット、高笑いするヴェラ、虚ろな表情のトニーだった。

## キャスト
- ヒューゴー・バレット：ダーク・ボガード
- ヴェラ：サラ・マイルズ
- スーザン：ウェンディ・クレイグ
- トニー：ジェームズ・フォックス

## スタッフ
- 監督：ジョゼフ・ロージー
- 製作：ジョゼフ・ロージー、ノーマン・プリッゲン
- 脚色：ハロルド・ピンター
- 音楽：ジョン・ダンクワース
- 撮影：ダグラス・スローカム
- 編集：レジナルド・ミルズ
- プロダクションデザイン：リチャード・マクドナルド
- 装置：テッド・クレメンツ
- 衣裳：ベアトリス・ドーソン

## 映画賞受賞・ノミネーション
- 受賞
  - 英国アカデミー賞 主演男優賞：ダーク・ボガード
  - 英国アカデミー賞撮影賞：ダグラス・スローカム
  - ニューヨーク映画批評家協会賞 脚本賞：ハロルド・ピンター
  - ナストロ・ダルジェント賞外国映画監督賞：ジョゼフ・ロージー
- ノミネーション
  - ヴェネツィア国際映画祭金獅子賞：ジョゼフ・ロージー
  - 英国アカデミー賞最優秀イギリス映画
  - 英国アカデミー賞作品賞
  - 英国アカデミー賞 主演女優賞：サラ・マイルズ
  - 英国アカデミー賞脚本賞：ハロルド・ピンター